# Rana blairi
 Rana blairi és una espècie de granota de la família dels rànids i de l'ordre dels anurs.

## Distribució geogràfica
Es troba als Estats Units.